# Ben Lear
Ben Lear (n. 12 mai 1879, Hamilton, Ontario, Canada – d. 1 noiembrie 1966, Murfreesboro⁠(d), Tennessee, SUA) a fost un militar ce a reprezentat Canada, medaliat olimpic. A participat la o ediție a Jocurilor Olimpice (1912) în care a câștigat o medalie de bronz.

## Participări
Lista de mai jos prezintă principalele competiții la care a participat Ben Lear de-a lungul carierei.
- equestrian at the 1912 Summer Olympics – team eventing[*]